# Tierra del Vino de Zamora
Tierra del Vino de Zamora es una denominación de origen española para el vino originario de la comarca vitícola de la Tierra del Vino. A esta denominación pertenecen 46 municipios de la provincia de Zamora y diez de Salamanca, situadas en la comunidad autónoma de Castilla y León.

## Zona de producción
La zona de producción de uva para la elaboración de los vinos protegidos por la Denominación de Origen «Tierra del Vino de Zamora» estará constituida por los terrenos que el Consejo Regulador, sobre la base de criterios exclusivamente técnicos previamente valorados e informados por el Órgano de Control, considere especialmente aptos para la producción de uvas de las variedades que se especifican en el artículo 6 de este Reglamento, con la calidad necesaria para ser destinada a la elaboración de tales vinos y que estén ubicados en los siguientes términos municipales:
- Provincia de Zamora: Algodre, Arcenillas, Benegiles, Cabañas de Sayago, Cañizal, Casaseca de Campeán, Casaseca de las Chanas, Castrillo de la Guareña, Cazurra, Coreses, Corrales, Cubillos, El Cubo del Vino, Cuelgamures, Entrala, Fresno de la Ribera, Fuentelapeña, Fuentesaúco, Fuentespreadas, Gema, Guarrate, La Hiniesta, Jambrina, El Maderal, Madridanos, Mayalde, Molacillos, Monfarracinos, Moraleja del Vino, Morales del Vino, Moreruela de los Infanzones, Peleas de Abajo, Peñausende, El Perdigón, Roales, Santa Clara de Avedillo, Torres del Carrizal, Vadillo de la Guareña, Valcabado, Vallesa de la Guareña, Villaescusa, Villalazán, Villamor de los Escuderos, Villanueva de Campeán, Villaralbo y Zamora.[3]

- Provincia de Salamanca: Aldeanueva de Figueroa, Aldearrodrigo, Forfoleda, Palacios del Arzobispo, Parada de Rubiales, Santiz, Topas, Torresmenudas, Valdelosa y Zamayón.[3]

Se entienden como localidades integradas en la zona de producción aquellas cuyo nombre coincide con el del término municipal, así como las detalladas a continuación: Bamba del municipio de Madridanos, Carrascal del municipio de Zamora, Figueruela de Sayago del municipio de Peñausende, Fuente el Carnero del municipio de Corrales, Olmo de la Guareña del municipio de Vallesa de la Guareña, Peleas de Arriba del municipio de Corrales, Pontejos del municipio de Morales del Vino, San Marcial del municipio de El Perdigón, Tamame del municipio de Peñausende y Tardobispo del municipio de El Perdigón.

## Variedades de uva
La elaboración de los vinos protegidos se realizará exclusivamente con uvas de las siguientes variedades:
- Variedades de uva blanca:

– Variedades principales: Malvasía, Moscatel de grano menudo y Verdejo.
– Variedades autorizadas: Albillo, Palomino y Godello
- Variedades de uva tinta:

– Variedades principales: Tempranillo.
– Variedades autorizadas: Garnacha y Cabernet Sauvignon.

## Tipos de vino
- Blancos
- Claretes
- Rosados
- Tintos

## Historia
- 2000: Vino de la Tierra "Tierra del Vino de Zamora
- 2004: Vino de Calidad de Tierra del Vino de Zamora
- 2007: Denominación de Origen Tierra del Vino de Zamora